# Oscar Braison
Oscar René Braison (Brayson) Vidal, (* 10. února 1985 v Camagüeyu, Kuba) je kubánský zápasník – judista, bronzový olympijský medailista z roku 2008.

## Sportovní kariéra
Narodil se do sportovní rodiny. Otec Oscar byl v osmdesátých letech členem širší kubánské judistické reprezentace. V mladí se věnoval několika sportům, hrál basketbal, zápasil. Ve 14 letech si zvolil judo. Známí mu neřeknou jinak než "Chiquito (prcek)". Poprvé na sebe výrazně upozornil v roce 2005 a formu si udržel až do olympijského roku 2008, kdy na olympijských hrách v Pekingu získal bronzovou olympijskou medaili. V dalších letech pokračoval v dobrých výsledcích a účast na olympijských hrách v Londýně si nenechal ujít. V pavouku však dostal nalosovaného Francouze Teddy Rinera, který ho ve čtvrtfinále vyřadil. V opravách neuspěl a obsadil 7. místo.

## Výsledky

### Váhové kategorie
| Turnaj                  | 2005       | 2006       | 2007       | 2008       | 2009       | 2010       | 2011       | 2012       | 2013       | 2014       |
| Turnaj                  | 20         | 21         | 22         | 23         | 24         | 25         | 26         | 27         | 28         | 29         |
| Turnaj                  | těžká váha | těžká váha | těžká váha | těžká váha | těžká váha | těžká váha | těžká váha | těžká váha | těžká váha | těžká váha |
| ----------------------- | ---------- | ---------- | ---------- | ---------- | ---------- | ---------- | ---------- | ---------- | ---------- | ---------- |
| Olympijské hry          |            |            |            | 3.         |            |            |            | 7.         |            |            |
| Mistrovství světa       | 5.         |            | 7.         |            | 2.         | úč.        | 5.         |            | 7.         | úč.        |
| Panamerické hry         |            |            | 1.         |            |            |            | 1.         |            |            |            |
| Panamerické mistrovství | —          | 2.         | 2.         | 2.         | 1.         | 1.         | 1.         | 2.         | 2.         | 2.         |

### Bez rozdílu vah
| Turnaj                  | 2005 | 2006 | 2007 | 2008 | 2009 | 2010 | 2011 |
| Turnaj                  | 20   | 21   | 22   | 23   | 24   | 25   | 29   |
| ----------------------- | ---- | ---- | ---- | ---- | ---- | ---- | ---- |
| Mistrovství světa       | úč.  |      | —    | —    |      | úč.  | —    |
| Panamerické mistrovství | —    | 2.   | 2.   | 1.   | 2.   |      |      |